# Ulrikke Brandstorp
Ulrikke Brandstorp (Skjeberg, Noruega, 13 de julio de 1995) es una cantante noruega. Participó en Idol 2013 y quedó segunda en el programa Stjernekamp, de NRK, en 2018. También participó en el Melodi Grand Prix 2017 con la canción «Places», experiencia que repitió en 2020 con la canción «Attention», que le dio la victoria.

## Carrera
Brandstorp ha practicado el canto desde que era niña. Además, actuó en varias producciones locales de Pippi Calzaslargas y  Reisen til Julestjernen. En el período 2011-2013, también estuvo de gira por Noruega con el espectáculo The Show Must Go On II y The Thrill of Michael Jackson.
Ulrikke participó en Idol en 2013 y en La voz en 2015, ambos concursos emitidos en TV 2. En La voz, donde tuvo a Hanne Sørvaag como entrenador, fue eliminada en las semifinales. Posteriormente, en el otoño de 2018, participó en el concurso de NRK Stjernekamp, donde quedó en segunda posición, superada por Ella Marie Hætta Isaksen.
En 2019, desempeñó el papel de Liesl, la hija mayor de la familia Von Trapp en Sound of Music en la Folketeateret de Oslo. También se dio a conocer cuando cantó la canción "Shallow" junto a Ben Adams durante el Allsang på Grensen en el verano de 2019.
Participó en el Melodi Grand Prix 2017 con la canción "Places" y terminó en el cuarto lugar. En 2020, participó de nuevo en la competición, esta vez con la canción "Attention", la cual le dio la victoria y la oportunidad de representar a Noruega en el Festival de Eurovisión, celebrado en Róterdam, Países Bajos. Sin embargo, el festival fue cancelado debido a la pandemia de COVID-19.